# Кодецький Валерій Іванович
Валерій Іванович Кодецький (нар. 25 лютого 1969, смт Білозерка) — український підприємець, девелопер, інвестор. Заслужений будівельник України.

## Біографія
Валерій Іванович Кодецький народився 25 лютого 1969 року в смт Білозерка Херсонської області Української РСР.
З 1987 по 1989 рік проходив службу в Радянській армії.
У 1993 році закінчив Київський інженерно-технічний інститут за спеціальністю «Промислове та цивільне будівництво». Потім закінчив Дніпропетровський регіональний інститут державного управління Української академії державного управління при Президентові України за спеціальністю «Проєктний менеджмент».
Одружений. Дружина — Оксана Володимирівна. Син — Артемій, 2003 року народження. Проживає з сім'єю в Києві.

## Кар'єра
З 1993 по 1994 рік працював експертом з маркетингу компанії «Данатаус ЛТД». У 1994—1996 роках був заступником директора по регіону компанії «Ксенон». У 1996—1999 роках — директор «Української фінансово-промислової компанії».
З 1999 по 2000 рік виконував обов'язки заступника директора з постачання «Запоріжсталь». У 2000—2002 роках був заступником директора департаменту забезпечення сировиною ТОВ «Торговий дім» "Запоріжсталь".
З 2000 року займається інвестиційно-девелоперської діяльністю в сфері нерухомості.
У 2006 році разом з партнерами заснував інвестиційно-девелоперську компанію «Ukrainian Development Partners» (UDP), у якій до кінця 2017 року був керуючим партнером і генеральним директором.
З жовтня 2017 року є президентом девелоперської компанії «City One Development».
Девелопер та співінвестор таких проєктів у Києві, як житловий квартал бізнес-класу «Новопечерські Липки», житловий квартал преміум-класу «Бульвар Фонтанів», житловий комплекс комфорткласу «Святобор», фітнес-центр «Gymmaxx», Перша українська академія тенісу «UTA».
Кодецький неодноразово займав високі позиції в рейтингах «Кращий девелопер», «Ефективний підприємець», «Кращий ТОП-менеджер України».
У 2011 році увійшов до журі пітчинг проєктів 2-го Одеського міжнародного кінофестивалю.
У 2017 році був членом журі премії «CP Awards».
Співзасновник благодійного фонду «Українська національна ініціатива» (БФ «УНІТА»).

## Політична діяльність
У 1998 році балотувався на виборах до Верховної Ради за округом 184 Херсонської області як безпартійний самовисуванець, що мешкав у селищі Білозерка. За даними сайту ЦВК, займав посаду директора ТОВ «ФК Чорноморець». Зайняв 12-те місце, отримавши 2469 голосів (2,53 % від усіх виборців) та програвши Леоніду Пашковському.
У 2002 році балотувався на виборах до Верховної Ради в багатомандатному виборчому окрузі за списком Комуністичної партії України (оновленої) під № 6. Був членом КПУ(о) та начальником юридичного відділу відкритого акціонерного товариства «Херсонський облагропостач». Партія не набрала потрібної кількості голосів та не обрана до парламенту.
У 2006 році був обраний депутатом Київської міської ради за списком партії «Громадський актив Києва». У період 2006—2008 років був депутатом, членом Постійної комісії Київради з питань містобудування та архітектури.
У 2022 році девелоперська компанія City One Development Валерія Кодецького почала будівництво склозаводу в місті Березані на Київщині на території індустріального парку «Місто скла». Його потужність становитиме 15-16 млн кв. м скла на рік. Загальні задекларовані інвестиції становлять 100 млн євро. City One Development також планує побудувати аналогічний склозавод в одній з областей у центрі України. Сумарна потужність двох заводів становитиме 30 млн кв. м, що покриє більшу частину потреб українських споживачів.

## Нагороди
- Почесне звання «Заслужений будівельник України» (2009)
- Премія «Людина року» в номінації «Підприємець року» (2014 року)